# Bistum Vitoria
Das Bistum Vitoria (lateinisch: Dioecesis Victoriensis, spanisch: Diócesis de Vitoria, baskisch Gasteizko Elizbarrutia) ist eine in Spanien gelegene römisch-katholische Diözese mit Sitz in Vitoria-Gasteiz.

## Geschichte
Das Bistum Vitoria wurde am 8. September 1861 durch Papst Pius IX. mit der Päpstlichen Bulle In Celsisima aus Gebietsabtretungen des Erzbistums Burgos und der Bistümer Calahorra y La Calzada, Pamplona sowie Santander errichtet und dem Erzbistum Burgos als Suffraganbistum unterstellt.
1880 wurde das Priesterseminar des Bistums Vitoria gegründet.
Der von Papst Pius XII. erlassenen Päpstlichen Bulle Quo Commodius folgend, gab das Bistum Vitoria am 2. November 1949 große Teile seines Territoriums zur Gründung der Bistümer Bilbao und San Sebastián ab. Der Zweck dieser zwischen Franco und Papst Pius XII. abgestimmten Maßnahme, mit der das ehemals das ganze Baskenland umfassende Bistum Vitoria in drei eigenständige Diözesen aufgeteilt wurde, lag darin, den seit dem Bürgerkrieg tief gespaltenen baskischen Klerus staatlicherseits besser kontrollieren und regimekritische Aktivitäten der in Teilen dem baskischen Nationalismus oder der Arbeiterpriesterbewegung zuneigenden baskischen Priester effektiver unterbinden zu können. Das verkleinerte Bistum Vitoria umfasst seither nur noch das Gebiet der Provinz Álava (baskisch Araba).

## Bischöfe von Vitoria
- Diego Mariano Alguacil Rodríguez, 1861–1876, dann Bischof von Cartagena
- Sebastián Herrero Espinosa de los Monteros, 1876–1880
- Mariano Miguel Gómez Alguacil y Fernández, 1880–1889, dann Erzbischof von Valladolid
- Ramón Fernández Piérola y Lopez de Luzuriaca, 1889–1904
- José Cadena y Eleta, 1904–1913, dann Erzbischof von Burgos
- Prudencio Melo y Alcalde, 1913–1916, dann Bischof von Madrid
- Leopoldo Eijo y Garay, 1917–1922, dann Bischof von Madrid
- Zacarías Martínez Núñez OSA, 1922–1927, dann Erzbischof von Santiago de Compostela
- Mateo Múgica Urrestarazu, 1928–1937
- Carmelo Ballester y Nieto CM, 1943–1948, dann Erzbischof von Santiago de Compostela
- José María Bueno y Monreal, 1950–1954, dann Koadjutorerzbischof von Sevilla
- Francisco Peralta y Ballabriga, 1955–1978
- José María Larrauri Lafuente, 1979–1995
- Miguel José Asurmendi Aramendia SDB, 1995–2016
- Juan Carlos Elizalde Espinal, seit 2016